# Wydział Nauk Ekonomicznych Uniwersytetu Ekonomicznego we Wrocławiu
Wydział Nauk Ekonomicznych Uniwersytetu Ekonomicznego we Wrocławiu (WNE UE we Wrocławiu) – jeden z 4 wydziałów Uniwersytetu Ekonomicznego we Wrocławiu, powstały w 1950 roku jako jeden z pierwszych wydziałów na tej uczelni. Kształci on studentów na czterech podstawowych kierunkach zaliczanych głównie do nauk ekonomicznych: ekonomia, finanse i rachunkowość, międzynarodowe stosunki gospodarcze oraz zarządzanie na studiach stacjonarnych oraz niestacjonarnych.
Wydział Nauk Ekonomicznych jest jednostką interdyscyplinarną. W jego ramach znajdują się dwa instytuty w ramach których mieści się siedem katedr oraz z jedenastu samodzielnych katedr. Aktualnie zatrudnionych jest 198 nauczycieli akademickich, w tym 21 profesorów zwyczajnych, 34 profesorów nadzwyczajnych, 66 adiunktów, 59 asystentów i 16 starszych wykładowców. Wydział współpracuje również z emerytowanymi profesorami, których autorytet wspiera zarówno proces dydaktyczny, jak i przede wszystkim wymianę międzynarodową.
Według stanu na rok akademicki 2006/2007 rok na wydziale studiuje łącznie około 6056 studentów, w tym 2992 na studiach dziennych, 2367 na studiach zaocznych, 375 na studiach wieczorowych oraz 122 doktorantów, odbywających studia trzeciego stopnia, a także 200 słuchaczy studiów podyplomowych.

## Historia
Historia obecnego Wydziału Nauk Ekonomicznych Uniwersytetu Ekonomicznego we Wrocławiu jest ściśle związana z powstaniem we Wrocławiu w 1947 roku Wyższej Szkoły Handlowej. Była to uczelnia jednowydziałowa, która kształciła studentów na trzech specjalnościach: administracji przedsiębiorstw, ogólnohandlowej i spółdzielczej. W 1950 roku Wyższa Szkoła Handlowa została przekształcona w Wyższą Szkołę Ekonomiczną, w której utworzono dwa wydziały:
- Wydział Planowania Przemysłu (od 1952 r. Wydział Przemysłu) ze specjalnościami w zakresie ekonomiki przemysłu rolno-spożywczego, lekkiego i chemicznego,
- Wydział Finansowy (od 1952 r. Wydział Finansów) ze specjalnościami z rachunkowości, statystyki i planowania finansów.

Studia w tym czasie były prowadzone w systemie dwustopniowym: 3,5-letnie pierwszego stopnia oraz 1,5-roczne drugiego stopnia, dające stopień magistra. W 1954 roku po reorganizacji Wydziału Przemysłu i likwidacji Wydziału Finansów utworzono Wydział Inżynieryjno-Ekonomiczny Przemysłu Rolno-Spożywczego. W 1958 roku wydział ten został przemianowany na Wydział Ekonomiki Przedsiębiorstwa, a ten z kolei w 1969 roku został przekształcony w Wydział Gospodarki Narodowej. Po 37 latach bardzo dynamicznego rozwoju Wydziału Gospodarki Narodowej, ze względu na potrzebę dopasowania nazwy Wydziału do wymogów współczesnego
otoczenia, w 2006 roku zmieniono jego nazwę na Wydział Nauk Ekonomicznych.
Rozwój Wydziału, powstawanie nowych dyscyplin naukowych oraz zmiany organizacyjne powodowały, że Wydział Nauk Ekonomicznych w całej swej historii wspierał kadrowo rozwój innych wydziałów wrocławskiego Uniwersytetu Ekonomicznego.

## Władze (2012–2016)
- Dziekan: dr hab. Marek Łyszczak, prof. UE
- Prodziekan ds. Dydaktyki i Studiów Stacjonarnych: dr hab. Witold Kowal, prof. UE
- Prodziekan ds. Nauki i Stypendiów: dr hab. Andrzej Graczyk, prof. UE
- Prodziekan ds. Studiów Niestacjonarnych i Podyplomowych: dr hab. Jędrzej Chumiński, prof. UE
- Prodziekan ds. Promocji i Kontaktów Międzynarodowych: dr Sylwia Wrona (w latach 2012–2013 prof. dr hab. Stanisław Korenik)

## Poczet dziekanów
Wydział Finansowy (1950–1952)
- 1950–1951: prof. dr hab. Stefan Górniak – ekonomista (handel zagraniczny)
- 1951–1951: prof. dr hab. Lesław Adam – prawnik (prawo skarbowe)
- 1951–1952: prof. dr hab. Adam Chełmoński – prawnik (prawo cywilne)

Wydział Finansów (1952–1954)
- 1952–1953: doc. dr Bolesław Siwoń – ekonomista (handel zagraniczny)
- 1953–1954: doc. dr Jan Treter – ekonomista (bankowość)

Wydział Planowania Przemysłu (1950–1952)
- 1950–1951: doc. dr Krzysztof Jeżowski – ekonomista (planowanie gospodarcze)
- 1951–1952: doc. dr Jan Falewicz – ekonomista (ekonomia przedsiębiorstw)

Wydział Przemysłu (1952–1958)
- 1952–1954: mgr inż. Ewa Machowska – ekonomistka
- 1954–1958: doc. dr Jan Treter – ekonomista (bankowość)

Wydział Ekonomiki Przedsiębiorstwa (1958–1968)
- 1958–1960: prof. dr hab. Ryszard Stadtmüller – ekonomista (rachunkowość, księgowość)
- 1960–1964: doc. dr Bolesław Siwoń – ekonomista (handel zagraniczny)
- 1965–1968: doc. dr Wiktor Malc – ekonomista (rachunek i analiza kosztów)

Wydział Gospodarki Narodowej (1969–2006)
- 1969–1970: doc. dr Józef Kaleta – ekonomista (bankowość, finanse przedsiębiorstw)
- 1971–1972: doc. dr Adolf Liwacz – matematyk (rachunkowość)
- 1973–1981: doc. dr Jan Jasiński – ekonomista (ekonomia polityczna)
- 1981–1988: doc. dr Wanda Romanowska – ekonomistka (budżet, finanse przedsiębiorstw, teoria finansów
- 1988–1991: prof. dr hab. Stanisław Styś – ekonomista (marketing, polityka rynkowa, rynek żywnościowy)
- 1991–1996: prof. dr hab. Wanda Romanowska – ekonomistka (budżet, finanse przedsiębiorstw, teoria finansów)
- 1996–1999: prof. dr hab. Marian Noga – ekonomista (ekonomiczna teoria inwestycji, finanse publiczne, makroekonomia)
- 1999–2005: dr hab. Marek Łyszczak, prof. AE – ekonomista (rynek kapitałowy, system podatkowy)
- 2005–2006: dr hab. Andrzej Graczyk, prof. AE – ekonomista (ekonomia środowiskowa, mikroekonomia)

Wydział Nauk Ekonomicznych (od 2006)
- 2006–2012: dr hab. Andrzej Graczyk, prof. UE – ekonomista (ekonomia środowiskowa, mikroekonomia)
- od 2012–2015: dr hab. Marek Łyszczak, prof. UE – ekonomista (rynek kapitałowy, system podatkowy)

## Kierunki kształcenia
Na Wydziale Nauk Ekonomicznych studia prowadzone są w systemie dwustopniowym. Pierwszy stopień trwają 3 lata i kończy się uzyskaniem dyplomu licencjata. Po ich ukończeniu można kontynuować studia drugiego stopnia trwające 2 lata i kończące się uzyskaniem dyplomu magistra.
Na pierwszym stopniu studiów oferowane są następujące kierunki i specjalności:
- ekonomia
  - analityk rynku
  - gospodarka publiczna
  - gospodarowanie zasobami środowiska
- finanse i rachunkowość
  - bankowość i ubezpieczenia
  - finanse i administracja publiczna
  - finanse i rachunkowość spółek
  - inwestycje i nieruchomości
  - rynki finansowe
- międzynarodowe stosunki gospodarcze
  - biznes międzynarodowy
  - international business (w jęz. angielskim)
  - konkurowanie w przestrzeni międzynarodowej
  - rynki europejskie
- zarządzanie
  - komunikacja marketingowa
  - procesy i projekty logistyczne
  - przedsiębiorczość i zarządzanie własną firmą
  - zarządzanie marką
  - zarządzanie przedsiębiorstwem
  - zarządzanie sprzedażą

Z kolei na drugim stopniu studiów są realizowane następujące kierunki i specjalności:
- ekonomia
  - analityk rynku
  - gospodarka publiczna
  - gospodarowanie zasobami środowiska
- finanse i rachunkowość
  - doradztwo finansowe
  - finanse i rachunkowość administracji rządowej i samorządowej
  - finanse, podatki i rachunkowość spółek
  - instytucje bankowe i ubezpieczeniowe
  - inwestycje i rynki nieruchomości
  - rynki Finansowe
  - skarbowość – procedury i zobowiązania podatkowe
  - międzynarodowe stosunki gospodarcze
  - biznes międzynarodowy
  - international business (w jęz. angielskim)
  - międzynarodowa gospodarka przestrzenna
  - rynki europejskie
  - turystyka w biznesie międzynarodowym
- zarządzanie
  - biznes odpowiedzialny społecznie
  - marketing na rynku krajowym i międzynarodowym
  - public relations
  - współczesne koncepcje i metody zarządzania
  - zarządzanie w biznesie i sektorze publicznym
  - zarządzanie strategiczne
  - zarządzanie zasobami ludzkimi

Ponadto Wydział oferuje studia doktoranckie (trzeciego stopnia) w następującej dziedzinie:
- ekonomia
- zarządzanie

Absolwenci studiów pierwszego i drugiego stopnia mogą uczęszczać na następujące studia podyplomowe:
- finanse i bankowość
- handel zagraniczny
- skuteczny menedżer nowoczesnej firmy
- public relations
- doradztwo podatkowe
- zarządzanie i finanse w ochronie zdrowia
- zarządzanie i marketing

Wydział Nauk Ekonomicznych ma uprawnienia do nadawania następujących stopni naukowych:
- doktora nauk ekonomicznych w zakresie ekonomii, nauk o zarządzaniu, finansów
- doktora habilitowanego nauk ekonomicznych w zakresie ekonomii, nauk o zarządzaniu
- przygotowywania wniosków o nadanie tytułu naukowego profesora przez Prezydenta Polski

## Struktura organizacyjna

### Instytut Ekonomii
Dyrektor: prof. dr hab. Bogusław Fiedor
www: www.ue.wroc.pl
Instytut Ekonomii UE we Wrocławiu dzieli się na 4 katedry:
- Katedra Mikroekonomii i Ekonomii Instytucjonalnej
  - Kierownik: dr hab. Bożena Borkowska, prof. UE
- Katedra Makroekonomii
  - Kierownik: prof. dr hab. Jerzy Rymarczyk
- Katedra Ekonomii Matematycznej
  - Kierownik: dr hab. Maria Piotrowska, prof. UE
- Katedra Ekonomii Ekologicznej
  - Kierownik: dr hab. Andrzej Graczyk, prof. UE

### Instytut Marketingu
Dyrektor: prof. dr hab. Krystyna Mazurek-Łopacińska
www: www.ue.wroc.pl
Instytut Marketingu UE we Wrocławiu dzieli się na 3 katedry:
- Katedra Badań Marketingowych
  - Kierownik: prof. dr hab. Krystyna Mazurek-Łopacińska
- Katedra Podstaw Marketingu
  - Kierownik: prof. dr hab. Barbara Iwankiewicz-Rak
- Katedra Zarządzania Marketingowego
  - Kierownik: dr hab. Jarosław Woźniczka, prof. UE

### Samodzielne katedry

#### Katedra Ekonomiki i Organizacji Przedsiębiorstwa
Kierownik: prof. dr hab. Jan Lichtarski
www: www.przedsiebiorstwo.ue.wroc.pl
W Katedrze Ekonomiki i Organizacji Przedsiębiorstwa UE we Wrocławiu pracują m.in.:
- prof. dr hab. Jan Lichtarski
- prof. dr hab. inż. Grażyna Osbert-Pociecha
- prof. dr hab. Halina Towarnicka
- prof. dr hab. Czesław Zając

#### Katedra Filozofii i Komunikacji Społecznej
Kierownik: dr hab. Marian Jasiukiewicz
www: www.ue.wroc.pl
W Katedrze Filozofii i Komunikacji Społecznej UE we Wrocławiu pracują:
- dr hab. Marian Jasiukiewicz
- dr hab. Bartłomiej Nowotarski
- mgr Józef Pinior

#### Katedra Finansów
Kierownik: dr hab. Marek Łyszczak, prof. UE
www: www.ue.wroc.pl
W Katedrze Finansów UE we Wrocławiu pracują:
- prof. dr hab. Ewa Bogacka-Kisiel
- prof. dr hab. Jacek Karwowski
- prof dr hab. inż. Dorota Elżbieta Korenik
- prof. dr hab. Leszek Patrzałek
- dr hab. Marek Łyszczak, prof. UE
- dr hab. Jacek Uchman, prof. UE

#### Katedra Gospodarki Przestrzennej i Administracji Samorządowej
Kierownik: prof. dr hab. Stanisław Korenik
www: http://www.ue.wroc.pl/jednostki/katedra_gospodarki_przestrzennej_i_administracji_samorzadowej.html
W Katedrze Gospodarki Przestrzennej i Administracji Samorządowej UE we Wrocławiu pracują:
- prof. dr hab. Stanisław Korenik

#### Katedra Historii Gospodarczej
Kierownik: dr hab. Jędrzej Chumiński
www: www.khg.ue.wroc.pl
W Katedrze Gospodarki Przestrzennej i Administracji Samorządowej UE we Wrocławiu pracują:
- dr hab. Jędrzej Chumiński
- dr Adam Czmuchowski
- dr Marian Muszkiewicz
- dr Krzysztof Popiński
- mgr Sylwia Straszak-Chandoha

#### Katedra Międzynarodowych Stosunków Gospodarczych
Kierownik: prof. dr hab. Jan Rymarczyk
www: /www.ue.wroc.pl
W Katedrze Międzynarodowych Stosunków Gospodarczych UE we Wrocławiu pracują:
- prof. dr hab. Jan Rymarczyk
- dr hab. Bogusława Drelich-Skulska, prof. UE
- dr hab. Małgorzata Domiter, prof. UE

#### Katedra Polityki Ekonomicznej i Europejskich Studiów Regionalnych
Kierownik: dr hab. Ewa Pancer-Cybulska, prof UE
www: www.kpe.ue.wroc.pl
W Katedrze Polityki Ekonomicznej i Europejskich Studiów Regionalnych UE we Wrocławiu pracują:
- prof. dr hab. Mirosława Klamut
- prof. dr hab. Jan Borowiec
- dr hab. Ewa Pancer-Cybulska, prof UE

#### Katedra Prognoz i Analiz Gospodarczych
Kierownik: prof. dr hab. Paweł Dittmann
www: www.ue.wroc.pl
W Katedrze Prognoz i Analiz Gospodarczych UE we Wrocławiu pracują:
- prof. dr hab. Paweł Dittmann
- dr hab. Ireneusz Kuropka

#### Katedra Socjologii i Polityki Społecznej
Kierownik: prof. dr hab. Zdzisław Pisz
www: www.ksips.ue.wroc.pl
W Katedrze Socjologii i Polityki Społecznej UE we Wrocławiu pracują:
- prof. dr hab. Zdzisław Pisz
- dr hab. Olga Kowalczyk, prof. UE
- dr hab. Adam Kubów, prof. UE
- dr hab. Józef Soroka, prof. UE
- dr hab. Wiesław Wątroba, prof. UE

#### Katedra Zarządzania Procesami Gospodarczymi
Kierownik: prof. dr hab. inż. Stanisław Nowosielski
www: www.procesy.ue.wroc.pl
W Katedrze Zarządzania Procesami Gospodarczymi UE we Wrocławiu pracują:
- prof. dr hab. Stanisław Nowosielski

#### Katedra Zarządzania Strategicznego
Kierownik: dr hab. Andrzej Kaleta, prof. UE
www: www.ue.wroc.pl
W Katedrze Zarządzania Strategicznego UE we Wrocławiu pracują:
- dr hab. Andrzej Kaleta, prof. UE
- dr hab. Krystyna Moszkowicz, prof. UE
- dr hab. Leon Jakubów